# Beautiful Girls
Beautiful Girls es una película estadounidense de 1996 dirigida por Ted Demme. La trama se centra en Willie (Timothy Hutton), quien regresa a su ciudad natal para su reunión de graduación, se reencuentra con sus antiguos amigos y se enamora de su vecina, Marty (Natalie Portman), de trece años.
El tema principal de la banda sonora es «Beautiful Girl» del cantante Pete Droge. Scott Rosenberg ganó un premio como mejor guion en el Festival Internacional de Cine de San Sebastián en 1996.

## Argumento
El personaje principal, Willie Conway, un muchacho joven de 29 años, regresa a su casa en una pequeña ciudad con el objetivo de ir a una reunión de exalumnos de su colegio secundario, en donde reflexionará sobre su vida y deberá tomar decisiones.

## Personajes[3]
- Willie Conway (Timothy Hutton)
- Tommy 'Birdman' Rowland (Matt Dillon)
- Michael 'Mo' Morris (Noah Emmerich)
- Kev (Max Perlich)
- Paul Kirkwood (Michael Rapaport)
- Tracy Stover (Annabeth Gish)
- Darian Smalls (Lauren Holly)
- Gina Barrisano (Rosie O'Donnell)
- Jan (Martha Plimpton)
- Marty (Natalie Portman)
- Sharon Cassidy (Mira Sorvino)
- Andera (Uma Thurman)
- Sarah Morris (Anne Bobby)

## Premios
- 1996: Festival de San Sebastián, ganadora del premio al mejor guion y nominación a mejor director.[2]
- 1996: Asociación de Críticos de Chicago, dos nominaciones, incluyendo nominación a mejor actriz secundaria para Natalie Portman.[2]

## Banda sonora[4]
1. Roland Gift - "That's How Strong My Love Is" 6:18
2. Afghan Whigs - "Be for Real" 4:16
3. Howlin' Maggie - "Easy to Be Stupid" 4:51
4. Billy Paul - "Me and Mrs. Jones" 4:48
5. Satchel - "Suffering" 4:49
6. Chris Isaak - "Graduation Day" 3:10
7. Pete Droge & The Sinners - "Beautiful Girl" 4:34
8. Ween - "I'll Miss You" 2:56
9. Afghan Whigs - "Can't Get Enough of Your Love, Babe" 5:21
10. The Spinners - "Could It Be I'm Falling in Love" 4:31
11. Kiss - "Beth" 2:46
12. King Floyd - "Groove Me" 3:01
13. The Diamonds - "The Stroll" 2:31
14. Neil Diamond - "Sweet Caroline" 3:24